# Garwin (Iowa)
Garwin es una ciudad ubicada en el condado de Tama en el estado estadounidense de Iowa. En el Censo de 2010 tenía una población de 527 habitantes y una densidad poblacional de 202,26 personas por km².

## Geografía
Garwin se encuentra ubicada en las coordenadas 42°5′37″N 92°40′45″O / 42.09361, -92.67917. Según la Oficina del Censo de los Estados Unidos, Garwin tiene una superficie total de 2.61 km², de la cual 2.61 km² corresponden a tierra firme y (0%) 0 km² es agua.

## Demografía
Según el censo de 2010, había 527 personas residiendo en Garwin. La densidad de población era de 202,26 hab./km². De los 527 habitantes, Garwin estaba compuesto por el 96.2% blancos, el 0% eran afroamericanos, el 0.57% eran amerindios, el 0% eran asiáticos, el 0% eran isleños del Pacífico, el 1.33% eran de otras razas y el 1.9% pertenecían a dos o más razas. Del total de la población el 3.61% eran hispanos o latinos de cualquier raza.